# Discographie des Beastie Boys
Cet article présente la discographie des Beastie Boys, un trio musical de hip-hop, originaire de New York, impliquant les membres de Michael "Mike D" Diamond, Adam "Ad-Rock" Horovitz et Adam "MCA" Yauch.
De 1986 à 2011, le groupe a commercialisé huit albums, dont quatre ont atteint le top 200 de Billboard. Ils ont également commercialisé quatre compilations et douze maxis. Les Beastie Boys ont vendu plus de 22 millions d'albums rien qu'aux États-Unis.

## Mixtapes
- New York State of Mind (2004)
- Rat Music for Rat People (1984)

## Singles
| Année | Titre                                                     | Classement dans les charts | Classement dans les charts | Classement dans les charts | Classement dans les charts | Classement dans les charts | Classement dans les charts | Classement dans les charts | Album                        |
| Année | Titre                                                     | U.S. Hot 100               | U.S. R&B                   | U.S. Rap                   | U.S. Dance sales           | U.S. Mod Rock              | UK                         | GER                        | Album                        |
| ----- | --------------------------------------------------------- | -------------------------- | -------------------------- | -------------------------- | -------------------------- | -------------------------- | -------------------------- | -------------------------- | ---------------------------- |
| 1985  | Rock Hard                                                 | -                          | -                          | -                          | -                          | -                          | -                          | -                          |                              |
| 1985  | She's on It                                               | -                          | -                          | -                          | -                          | -                          | 10                         | 44                         | Krush Groove soundtrack      |
| 1986  | Hold It, Now Hit It                                       | -                          | 55                         | -                          | 41                         | -                          | -                          | -                          | Licensed to Ill              |
| 1986  | The New Style                                             | -                          | 22                         | -                          | 20                         | -                          | -                          | -                          | Licensed to Ill              |
| 1986  | Paul Revere                                               | -                          | 34                         | -                          | -                          | -                          | -                          | -                          | Licensed to Ill              |
| 1987  | Brass Monkey                                              | 48                         | 83                         | -                          | -                          | -                          | -                          | -                          | Licensed to Ill              |
| 1987  | (You Gotta) Fight for Your Right (To Party!)              | 7                          | -                          | -                          | -                          | -                          | 11                         | 25                         | Licensed to Ill              |
| 1987  | No Sleep Till Brooklyn / Posse in Effect                  | -                          | -                          | -                          | -                          | -                          | 14                         | 46                         | Licensed to Ill              |
| 1987  | Girls / "She's Crafty                                     | -                          | -                          | -                          | -                          | -                          | 34                         | -                          | Licensed to Ill              |
| 1989  | Hey Ladies                                                | 36                         | -                          | 10                         | 16                         | 18                         | -                          | 43                         | Paul's Boutique              |
| 1989  | Shadrach                                                  | -                          | -                          | -                          | -                          | -                          | -                          | -                          | Paul's Boutique              |
| 1992  | Pass the Mic                                              | -                          | -                          | -                          | 38                         | -                          | -                          | -                          | Check Your Head              |
| 1992  | So What'cha Want                                          | 93                         | -                          | 18                         | 26                         | 22                         | -                          | -                          | Check Your Head              |
| 1992  | Jimmy James                                               | -                          | -                          | -                          | -                          | -                          | -                          | -                          | Check Your Head              |
| 1992  | Gratitude                                                 | -                          | -                          | -                          | -                          | -                          | -                          | -                          | Check Your Head              |
| 1992  | Professor Booty                                           | -                          | -                          | -                          | -                          | -                          | -                          | -                          | Check Your Head              |
| 1994  | Sabotage                                                  | -                          | -                          | -                          | -                          | 18                         | 19                         | -                          | Ill Communication            |
| 1994  | Get It Together                                           | -                          | -                          | 43                         | 5                          | -                          | 19                         | -                          | Ill Communication            |
| 1994  | Sure Shot                                                 | -                          | -                          | -                          | 48                         | -                          | 27                         | -                          | Ill Communication            |
| 1995  | Root Down                                                 | -                          | -                          | -                          | -                          | -                          | -                          | -                          | Ill Communication            |
| 1998  | Intergalactic                                             | 28                         | -                          | -                          | 6                          | 4                          | 5                          | 40                         | Hello Nasty                  |
| 1998  | Body Movin'                                               | -                          | -                          | -                          | 25                         | 15                         | 15                         | -                          | Hello Nasty                  |
| 1999  | The Negotiation Limerick File                             | -                          | -                          | -                          | -                          | 29                         | -                          | -                          | Hello Nasty                  |
| 1999  | Remote Control / 3 MCs and 1 DJ                           | -                          | -                          | -                          | -                          | -                          | 21                         | -                          | Hello Nasty                  |
| 1999  | Alive                                                     | -                          | -                          | -                          | -                          | 11                         | 28                         | -                          | The Sounds of Science        |
| 2004  | Ch-Check It Out                                           | 68                         | -                          | -                          | -                          | 1                          | 8                          | 65                         | To the 5 Boroughs            |
| 2004  | Triple Trouble                                            | -                          | -                          | -                          | -                          | 11                         | 37                         | -                          | To the 5 Boroughs            |
| 2004  | Right Right Now Now                                       | -                          | -                          | -                          | -                          | 25                         | -                          | -                          | To the 5 Boroughs            |
| 2004  | Now Get Busy                                              | -                          | -                          | -                          | -                          | -                          | -                          | -                          | The Wired CD                 |
| 2005  | An Open Letter to NYC                                     | -                          | -                          | -                          | -                          | -                          | 38                         | -                          | To the 5 Boroughs            |
| 2007  | The Electric Worm                                         | -                          | -                          | -                          | -                          | -                          | -                          | -                          | The Mix-Up                   |
| 2009  | Lee Majors Come Again                                     | -                          | -                          | -                          | -                          | -                          | -                          | -                          | Hot Sauce Committee Part Two |
| 2009  | Too Many Rappers (featuring Nas)                          | -                          | -                          | -                          | -                          | -                          | -                          | -                          | Hot Sauce Committee Part Two |
| 2011  | Make Some Noise                                           | -                          | -                          | -                          | -                          | -                          | -                          | -                          | Hot Sauce Committee Part Two |
| 2011  | Don't Play No Game That I Can't Win (featuring Santigold) | -                          | -                          | -                          | -                          | -                          | -                          | -                          | Hot Sauce Committee Part Two |

La chanson Sabotage se retrouve dans les jeux vidéo Guitar Hero 3, Rock Band et Madden NFL 10 ainsi que la chanson No Sleep Till Brooklyn dans le jeu Guitar Hero: World Tour.

## Vidéographie
| Année | Titre                         | Label                                  | Format |
| ----- | ----------------------------- | -------------------------------------- | ------ |
| 1987  | Licensed To Ill               | CBS / FOX                              | LD     |
| 1987  | Licensed To Ill               | CBS / FOX                              | VHS    |
| 1992  | The Skills To Pay The Bills   | Pioneer / Capitol                      | LD     |
| 1992  | The Skills To Pay The Bills   | Grand Royal                            | VHS    |
| 1994  | Sabotage                      | PMI                                    | VHS    |
| 1995  | Sabotage                      | PMI / EMI                              | VCD    |
| 1997  | Sabotage                      | Pioneer / Capitol                      | LD     |
| 1997  | Sabotage                      | Grand Royal                            | DVD    |
| 2000  | Beastie Boys Video Anthology  | Grand Royal / The Criterion Collection | DVD    |
| 2006  | Awesome; I Fuckin' Shot That! | ThinkFilm / Oscilloscope / Lions Gate  | DVD    |

En complément, différentes vidéos promotionnelles ont également été éditées.